# 宇都宮豊房
宇都宮 豊房（うつのみや とよふさ、永仁元年（1293年） - 正平24年8月18日（1369年9月19日））は、伊予宇都宮氏の初代。豊前宇都宮氏第6代宇都宮頼房の次男。位階は従四位下。本姓は藤原氏。

## 生涯
藤原鎌足より15代目の末裔にあたる藤原宗円は康平6年（1063年）に下野国宇都宮城の初代城主となり、以後その子孫を宇都宮氏と称した。
宗円の孫、宇都宮宗房系は代々豊後国城井城主となり5代目宇都宮頼房の次男、宇都宮豊房は永仁元年（1293年）に生まれる。豊房は鎌倉幕府の北条氏から元徳2年（1330年）に伊予国の守護職（現在の知事に当たる）に任ぜられ、翌年大洲に入り、大洲の地蔵ヶ嶽（じぞうがたけ）に地蔵ヶ嶽城（現在の大洲城）を築城して初代城主になり、伊予宇都宮氏の本城とした。豊房公は地蔵ヶ嶽城築城の時、城の鬼門に当たる五郎村に、その城の堅固なことを祈願して「城を願う寺」として城願寺と命名、1331年（元弘元年）に建立し、宇都宮家の菩提寺とした。
ちなみに、豊房が地蔵ヶ嶽城築城のおり、城の下手の高石垣が何度積んでもすぐに崩れた。不思議に思った人々は「これは、神さまのたたりにちがいない」と言いふらすようになり、そのうわさはどんどん広まっていった。それで、石がきの下に人柱を立てることになった。しかし、自分から進んで人柱に立とうと言う人はいなかった。そこでくじ引きで人柱になる者を決めることになり、そのくじに当たったのが「おひじ」といううら若き娘であった。家族の悲しみはひととおりではなかった。豊房公は気の毒に思い、「何か言い残すことはないか」と尋ねた。するとおひじは「ほかに望みはないが、せめてこの城下を流れる川に、私の名前を付けて欲しい」と言い残し人柱に立った。間もなくできあがった高石垣は二度と崩れなくなり、城も立派に建った。その後、豊房公はおひじの遺言通り、城下に流れる川に「肱川（ひじかわ）」と名づけ、おひじの魂をなぐさめた。また、おひじの住んでいた所は比地町（ひじまち）と呼ばれるようになった。［出典：愛媛の伝説（愛媛県教育委員会 昭和54年刊行）］
豊房には子がなく、同族の筑後宇都宮氏の祖になる宇都宮貞泰の四男の宇都宮宗泰を養子に迎えた。
豊房は1369年（正平24年）8月18日、享年77で死去、城願寺に葬られた。戒名は城願寺殿継將萬真大居士。その墓である五輪塔の一部が、現在も境内に祀られている。